# Záliv svatého Vavřince
Záliv svatého Vavřince, anglicky Gulf of Saint Lawrence, francouzsky golfe du Saint-Laurent, představuje vyústění řeky svatého Vavřince do Atlantského oceánu. Jde o největší nálevkovité ústí řeky na světě. Omývá břehy pěti kanadských provincií (Newfoundland a Labrador, Ostrov prince Edvarda, Nový Brunšvik, Nové Skotsko, Québec).
S Atlantským oceánem je záliv spojen přes průlivy Strait of Canso, Cabot Strait a Strait of Belle Isle.

## Ostrovy v zálivu

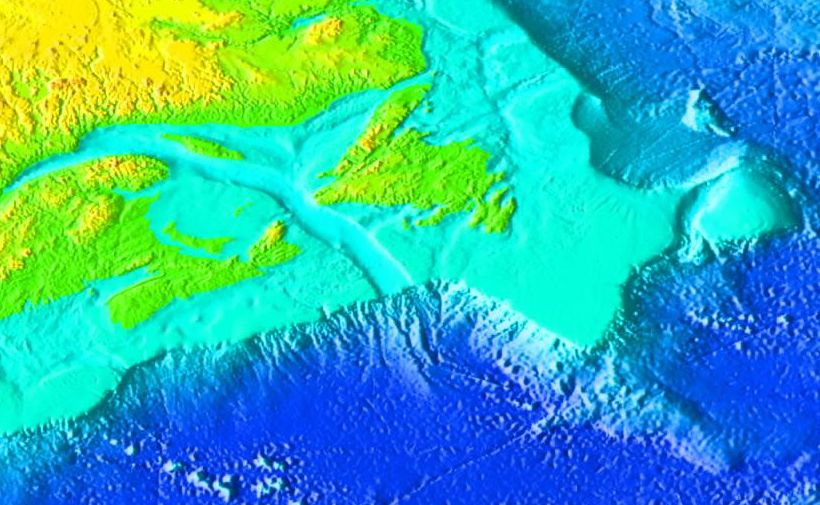
Batymetrická mapa zálivu svatého Vavřince

- provincie Québec: Magdalen Islands a Anticosti
- Newfoundland a Labrador: Newfoundland
- Nové Skotsko: Cape Breton Island
- ostrov prince Edvarda[p 1]
- Nový Brunšvik: Miscou Island a Shippigan Island

## Historie
První zdokumentovanou plavbu Evropana v jeho vodách provedl francouzský průzkumník Jacques Cartier v roce 1534. Cartier pojmenoval břehy řeky Svatého Vavřince „Země Kanad“, podle domorodého slova, které znamená „vesnice“ nebo „osada“, čímž pojmenoval druhou největší zemi světa.
Baskičtí velrybáři ze Saint-Jean-de-Luz vpluli do zálivu svatého Vavřince v roce 1530 a začali lovit velryby v Red Bay. Svou základnu založili v průlivu Belle Isle a úzce spolupracovali s Irokézy. V roce 1579 anglická vláda uzavřela všechny anglické přístavy pro dovoz španělské ropy. V důsledku toho nemohla být prodána třetina baskického velrybího oleje.